# Sulzburg
Sulzburg település Németországban, azon belül Baden-Württembergben. Lakosainak száma 2769 fő (2023. december 31.).

## Népesség
A település népessége az elmúlt években az alábbi módon változott:
| Lakosok száma | 2092 | 2742 | 2771 | 2771 | 2762 | 2781 | 2769 |
|               | 1975 | 2010 | 2017 | 2019 | 2021 | 2022 | 2023 |